# 古当归属
古当归属（学名：Archangelica）是伞形科下的一个属，为二年生或多年生高大草本植物。该属共有约10种，分布于古北极地区的北部和中亚山区。